# Manuel Théodore Guillaumet
Pour les articles homonymes, voir Guillaumet.
Manuel Théodore Guillaumet, né à Coulonces (Orne) le 11 janvier 1801 et mort à Argentan le 31 mai 1852, docteur en médecine français, est l'inventeur de la détente en 1838 qui est un mécanisme qui consiste à faire passer un gaz stocké dans un étage à une certaine pression, vers un étage de pression inférieure,. Son invention ne connut pas de suite et celle du détendeur de Benoît Rouquayrol et d'Auguste Denayrouze (de 1864, que perfectionnèrent Cousteau et Gagnan en 1943) se produisit indépendamment.